# Primer Partit de Letònia/Via Letona
Primer Partit de Letònia/Via Letona (en letó: Latvijas Pirmā partija/Latvijas Ceļš, LPP/LC) fou un partit polític letó creat el 2007 per diverses forces que ja havien format una coalició electoral a eleccions anteriors. El nou partit va ser format pel democratacristià Partit Letònia Primer (LPP), el liberal Via Letona (LC), el regionalista Nosaltres pel nostre Districte i Unió Vidzeme. El cap del partit era Ainārs Šlesers. Per a les eleccions de 2010 el partit va formar part de la coalició Per una Bona Letònia amb la qual van treure vuit escons al Saeima.
Per a les eleccions extraordinàries de 2011, el partit va canviar el seu nom pel de Partit Reformista de Šlesers LPP/LC i va obtenir el 2,41% dels vots i cap escó al Saeima. El desembre de 2011 el partit es va dissoldre.

## Resultats electorals

### Eleccions legislatives
| Any  | Vots                 | %                    | Escons  | +/- |
| ---- | -------------------- | -------------------- | ------- | --- |
| 2010 | Dins la coalició PLL | Dins la coalició PLL | 5 / 100 | Nou |
| 2011 | 22, 131              | 2, 41                | 0 / 100 | 5   |

### Eleccions europees
| Any  | Vots   | %    | Escons | +/- |
| ---- | ------ | ---- | ------ | --- |
| 2009 | 59.326 | 7,49 | 1 / 8  | Nou |